# Gulfstream III
Die Gulfstream III ist ein zweistrahliges Geschäftsreiseflugzeug des US-amerikanischen Herstellers Gulfstream Aerospace, das bis 1986 produziert wurde. Das für zwei Piloten ausgelegte Flugzeug kann bis zu 21 Passagiere befördern. Als Geschäftsflugzeug verfügt es üblicherweise über acht bis zwölf Plätze.

## Geschichte
Mit der Gulfstream III setzte der Hersteller seine erfolgreiche Serie von Geschäftsflugzeugen fort. Das neue Modell entsprach weitgehend dem Vorgänger Gulfstream II und war ebenfalls ein allwettertaugliches Langstreckenflugzeug mit zwei Rolls-Royce-Spey-Strahltriebwerken. Es verfügte über einen neu gestalteten Bug, einen verlängerten Rumpf sowie über Tragflächen mit Winglets und einer größeren Spannweite. Die größere Treibstoffkapazität ermöglichte eine Erhöhung der Reichweite.
Der Erstflug fand am 2. Dezember 1979 statt. Die Auslieferung begann Ende 1980. 1986 wurde die Produktion nach 206 Exemplaren zugunsten der Gulfstream IV eingestellt.

## Militärversionen
- C-20A – Version der US Air Force für 14 Passagiere und 5 Besatzungsmitglieder
- C-20B – C-20A mit verbesserter Elektronik, VIP-Transporter und Präsidentenmaschine
- C-20C – C-20B mit verbesserter Nachrichtentechnik
- C-20D – C-20B der US Navy mit veränderter Nachrichtentechnik
- C-20E – C-20B der US Army mit veränderter Avionik und Inneneinrichtung
- SMA-3 – Spezialausführung der Gulfstream III für die königlich dänischen Luftstreitkräfte mit einem Frachttor (2,11 m × 1,6 m) auf der rechten Rumpfseite, AN/APS-127-Radar für die Seeraumüberwachung und Operatorkonsole in der Kabine, Auslieferung 1982
- SRA-1 – Prototyp einer Spezialausführung mit Aufklärungssensoren und anderen Modifikationen, Erstflug 1984

## Technische Daten

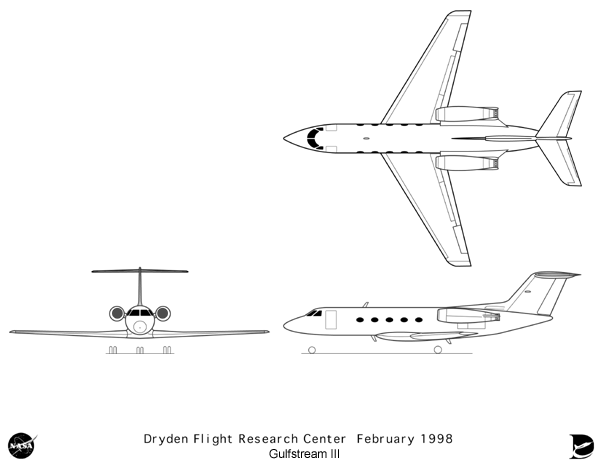
Dreiseitenriss

| Kenngröße             | Daten                                              |
| --------------------- | -------------------------------------------------- |
| Besatzung             | 2                                                  |
| Passagiere            | 21                                                 |
| Länge                 | 25,32 m                                            |
| Spannweite            | 23,72 m                                            |
| Höhe                  | 7,43 m                                             |
| Flügelfläche          | 86,8 m²                                            |
| Flügelstreckung       | 6,5                                                |
| Nutzlast              | 14.060 kg                                          |
| Leermasse             | 17.235 kg                                          |
| Startmasse            | 31.615 kg                                          |
| Höchstgeschwindigkeit | 928 km/h                                           |
| Reisegeschwindigkeit  | 818 km/h                                           |
| Dienstgipfelhöhe      | 13.720 m                                           |
| Reichweite            | 6.980 km                                           |
| Triebwerke            | 2 × Mantelstromtriebwerke Rolls-Royce Spey MK511-8 |